# Indiana Jones
Henry Walton Jones, Jr., meglio noto come Indiana Jones, è un  personaggio immaginario protagonista dell'omonimo franchise, creato da George Lucas in omaggio agli eroi d'azione delle serie di film degli anni trenta del XX secolo. Il personaggio, di professione archeologo, compare in cinque film (quattro di questi diretti da Steven Spielberg) e una serie televisiva, ma anche in romanzi, fumetti, videogiochi e altri media.
Jones è interpretato in modo più famoso da Harrison Ford e anche da River Phoenix (come il giovane Jones in L'ultima crociata) e nella serie televisiva da Corey Carrier, Sean Patrick Flanery e George Hall.
Jones è caratterizzato dal suo abbigliamento iconico (frusta, fedora, borsa, e giacca di pelle), senso dell'umorismo ironico, arguto e sarcastico, profonda conoscenza delle antiche civiltà e paura dei serpenti.
Dalla sua prima apparizione nel film del 1981 I predatori dell'arca perduta, Indiana Jones è diventato uno dei personaggi più famosi del cinema. Nel 2003, l'American Film Institute lo ha classificato come il secondo più grande eroe cinematografico di tutti i tempi. Nel 2020, è stato eletto il più grande personaggio cinematografico dalla rivista Empire. Entertainment Weekly lo ha classificato al 2º posto nella lista degli eroi più cool di tutti i tempi nella cultura pop. La rivista Première ha anche posizionato Indiana al numero 7 nella lista dei 100 più grandi personaggi del cinema di tutti i tempi.

## Concezione e sviluppo

### Ideazione del personaggio

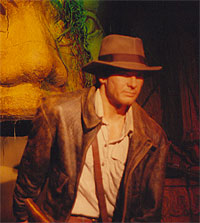
Statua di cera di Indiana Jones al museo Madame Tussauds di Londra

Nel 1973 un giovane e neolaureato regista, George Lucas, era alla ricerca di nuove idee e progetti da sviluppare per il grande schermo. La prima ispirazione per il personaggio gli venne da un poster di un vecchio film che gli riportò alla mente gli anni 30 e i film d'avventura dell'epoca, suggerendogli così la figura di archeologo dal doppio ruolo, quello di preciso e impeccabile professore universitario e quello di avventuriero vestito di giacca di pelle e vecchio borsalino (tipo fedora) in testa, con la barba incolta e una frusta come arma, in giro per il mondo alla ricerca di antichi reperti e civiltà perdute, capace di superare numerose insidie.
Nel 1977 Lucas parlò a Steven Spielberg, futuro regista della serie, dell'idea avuta quattro anni prima e a poco a poco sviluppata, arrivando già a gettare le basi di una sceneggiatura incentrata sulla ricerca della mitica Arca dell'Alleanza, lo scrigno che, secondo la Bibbia, conteneva le tavole dei Dieci comandamenti. Dovettero passare, però, altri quattro anni prima che il progetto andasse finalmente in porto; nel frattempo Lucas era impegnato nella realizzazione dei primi due episodi della serie di Guerre stellari (1977 e 1980), che riscossero un grande successo.
Al momento della realizzazione del film, Lucas vestì i panni dello sceneggiatore e del produttore, mentre Spielberg lo aiutò con il copione e curò la regia.
Inizialmente la produzione aveva scelto Tom Selleck, un attore all'epoca poco conosciuto che successivamente divenne famoso per la serie cult Magnum P.I. Tuttavia, a causa dei suoi obblighi contrattuali con la CBS, Selleck dovette rinunciare aprendo così le porte alla carriera di Harrison Ford. Dopo oltre quarant'anni, durante un'intervista per promuovere il quinto film della saga, Indiana Jones e il quadrante del destino, Ford ha deciso di ringraziare il collega per questa opportunità.
In seguito Selleck fu proposto tra i possibili candidati per il ruolo di un eventuale fratello cattivo di Indiana nel quarto episodio della serie, idea poi accantonata. Rimangono alcuni filmati del provino di Selleck, nei panni dell'archeologo, che recita alcune scene del copione.
Per la scelta del nome, Lucas scelse, dopo diverse altre idee scartate, di dare al personaggio il nome del suo alaskan malamute: Indiana. All'inizio, a Spielberg non piaque l'idea, perché pensava che dare all'eroe il nome di un cane sarebbe stata una scelta sciocca. Il nome scelto in origine sarebbe poi stato Indiana Smith, tuttavia Spielberg detestava questo nome, pensava suonasse davvero male, al che Lucas avrebbe detto: «Chiamalo Indiana Jones, o come ti pare, il film è tuo ora».
Un'importante influenza per la creazione del personaggio di Indiana Jones e relative avventure, furono i fumetti avventurosi di Carl Barks con protagonista Paperon de' Paperoni, di cui George Lucas e Steven Spielberg hanno dichiarato di essere grandi fan. Infatti, la sequenza iniziale del primo film della saga, I predatori dell'arca perduta, è ripresa da alcuni avvenimenti che accadono nelle storie Zio Paperone e le sette città di Cibola e Zio Paperone e l'oro di Pizarro. A sua volta, il film d'animazione Zio Paperone alla ricerca della lampada perduta (1990) prese ispirazione dal personaggio e dai film di Indiana Jones.

### Riferimenti storici
L'immagine di Indiana Jones può trovare un riferimento nella vita e nella figura di Giovanni Battista Belzoni, avventuroso archeologo italiano del XVIII secolo; George Lucas definì Belzoni «un archeologo eccezionale, ma dotato di un carattere forte e rude». Altri ravvisano delle analogie con Otto Rahn, occultista tedesco, per un breve periodo in forza alla Ahnenerbe, che fece delle ricerche per ritrovare il Sacro Graal.

## Caratterizzazione
(Magg. Eaton, ne I predatori dell'arca perduta)
Nel suo ruolo di professore universitario di archeologia, Jones è un uomo erudito e brillante che tiene lezioni sulle civiltà antiche e in varie occasioni veste i panni dell'avventuriero partendo per i luoghi più esotici della terra alla ricerca di reperti straordinari; grande è la sua fama di avventuriero/archeologo, infatti nel corso dei film molte persone che si trovano in vari luoghi del mondo sembrano conoscere bene il "Dottor Jones".
Il nome completo di Indiana Jones è – come si apprenderà nel terzo capitolo della serie, Indiana Jones e l'ultima crociata – Henry Walton Jones Junior (Henry Jones Senior è il padre, a sua volta famoso professore di Letteratura Medievale). L'archeologo tuttavia non sopporta di essere chiamato col proprio vero nome. Il soprannome di "Indiana" nella finzione deriva dal nome del cane che aveva quando era un ragazzino; mentre nella realtà era quello del cane di George Lucas, un alaskan malamute che il regista aveva già preso a ispirazione per il personaggio Chewbecca in Guerre stellari.

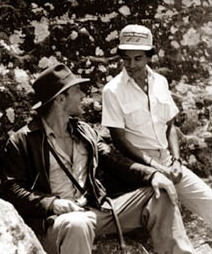
Harrison Ford (a sinistra), nei panni di Indiana Jones, durante una pausa sul set de Il tempio maledetto (1984).

Il personaggio ha i requisiti dell'eroe dalla doppia vita, dato che veste i panni del rispettabile e pacato professore di archeologia durante le lezioni al college, per lasciare posto all'occorrenza all'alter ego di Indiana Jones, cacciatore di tesori che gira il mondo alla ricerca di eccezionali reperti e sempre nuove sfide. Non è tuttavia un eroe dotato di poteri sovrumani e non è privo di difetti; ad esempio ha una fobia per i serpenti, nata quando da ragazzo cercò d'impedire a dei saccheggiatori di tombe di rubare in una miniera e, nella fuga, finì su un treno che stava trasportando casse con dei serpenti, cadendovi dentro. Spielberg ha detto che "c'era la volontà di permettere al nostro protagonista di farsi male, di esprimere il suo dolore, di farlo arrabbiare, di fare brutte figure e a volte di essere il bersaglio delle sue stesse battute. Voglio dire, Indiana Jones non è un eroe perfetto, e le sue imperfezioni, credo, fanno sentire al pubblico che, con un po' di esercizio e un po' di coraggio, potrebbe essere come lui". Il regista Spielberg volle conferire al personaggio una personalità a tratti infantile, per far sì che potesse risultare meno monotono quando veste i panni del professore. Secondo il biografo di Spielberg Douglas Brode, Indiana ha creato la sua figura in modo da sfuggire all'ottusità dell'insegnamento in una scuola. Entrambi gli aspetti di Indiana si rifiutano a vicenda in filosofia, creando una dualità. Harrison Ford ha detto che il divertimento nell'interpretare il personaggio era che Indiana è sia un romantico che un cinico, mentre gli studiosi hanno analizzato Indiana come avente tratti di un lupo solitario, un uomo in missione, un nobile cacciatore di tesori, un detective duro, un supereroe umano, e un patriota americano.
Nonostante s'imbatta in numerosi eventi soprannaturali, Jones esprime spesso incredulità nella magia, preferendo attribuire strani fenomeni a spiegazioni naturali o ragionamenti scientifici. Questo suo scetticismo è un tratto ricorrente, anche dopo aver assistito a eventi che apparentemente sfidano la logica e le leggi naturali. Pur essendo attratto da misteri e artefatti, Jones si aggrappa contemporaneamente alla convinzione che ci sia una spiegazione logica per ogni cosa, anche quando le prove suggeriscono il contrario. Si può sostenere che il suo rifiuto di accettare pienamente il soprannaturale, anche dopo averne avuto esperienza, dimostri una forma di dissonanza cognitiva, in cui fatica a conciliare le sue convinzioni con le sue esperienze.
Il personaggio rispecchia alcuni aspetti autobiografici del regista, come il fatto di non avere avuto una figura paterna al proprio fianco, sviluppando così un rapporto conflittuale con il padre Henry Jones, Sr. (interpretato da Sean Connery nel terzo film della serie). La sua rabbia contenuta è indirizzata male verso il professor Abner Ravenwood, il suo mentore presso l'Università di Chicago, portando a una relazione tesa con Marion Ravenwood. Indiana adolescente basa il suo aspetto su una figura del prologo de L'ultima crociata, dopo aver ricevuto il suo cappello. Marcus Brody funge da modello positivo di Indiana al college. Le stesse insicurezze di Indiana sono aggravate dall'assenza di sua madre. In Il tempio maledetto, diventa la figura paterna di Short Round, per sopravvivere; viene salvato dal male di Kali dalla dedizione di Short Round. Indiana salva anche molti bambini ridotti in schiavitù.
Indiana usa la sua conoscenza di Shiva per sconfiggere Mola Ram. In I predatori dell'arca perduta, è abbastanza saggio da chiudere gli occhi alla presenza di Dio nell'Arca dell'Alleanza. Al contrario, il suo rivale René Belloq viene ucciso per aver avuto l'audacia di cercare di comunicare direttamente con Dio.
Nel prologo di Indiana Jones e l'ultima crociata, Jones è visto come un adolescente, che stabilisce il suo aspetto quando gli viene regalato un cappello fedora. Le intenzioni di Indiana si rivelano prosociali, poiché crede che i manufatti "appartengano a un museo". Nel culmine del film, Indiana si sottopone a prove di fede "letterali" per recuperare il Graal e salvare la vita di suo padre. Ricorda anche Gesù come una figura storica – un umile falegname – piuttosto che esaltata, quando riconosce la natura semplice e l'aspetto offuscato del vero Graal in un vasto assortimento di modelli molto più riccamente decorati. Henry Senior salva suo figlio dalla caduta mortale quando raggiunge il Graal caduto, dicendogli di "lasciarlo andare", superando la sua natura mercenaria. La serie televisiva spiega come Indiana diventa solitario e meno idealista dopo il suo servizio nella prima guerra mondiale. In Indiana Jones e il regno del teschio di cristallo, Jones è più vecchio e più saggio, mentre i suoi compagni Mutt e Mac sono rispettivamente giovanilmente arroganti e avidi.
Una caratteristica di Indiana Jones che viene evidenziata nel corso dei film, è che egli parla e scrive in molte lingue, sia antiche che moderne come l'inglese, il maya, il latino, il cinese, l'indiano e il russo. Un'altra caratteristica è la sua notevole abilità nell'uso della frusta, che usa per dondolarsi da una sponda all'altra (appendendola a qualcosa), bloccare persone vicine e disarmare un nemico.
Da alcuni riferimenti nel primo film si comprende come Indiana Jones fosse molto legato alla figura del professor Abner Ravenwood, suo mentore all'Università di Chicago e padre di Marion Ravenwood.
Alla sua prima apparizione ne I predatori dell'arca perduta, il personaggio di Indiana Jones può sembrare un cacciatore di tesori in cerca di gloria e ricchezze, ma lo si scopre ben presto come uno studioso dal grande rispetto per la storia e i reperti archeologici, che secondo lui dovrebbero essere esposti nei musei e non rimanere appannaggio di collezioni private. In questo si differenzia nettamente dai suoi concorrenti (come il francese René Belloq nel primo film), che sono rappresentati come mercenari privi di scrupoli, il cui unico scopo è il raggiungimento di ricchezza e/o potere.
I reperti a cui Indiana Jones dà la caccia nei film sono in realtà oggetti mitici, la cui importanza trascende il valore archeologico: l'Arca dell'Alleanza ne I predatori dell'arca perduta; la pietra sacra Sivalingam in Indiana Jones e il tempio maledetto; il Sacro Graal in Indiana Jones e l'ultima crociata; la mitica città di El Dorado in Indiana Jones e il regno del teschio di cristallo; la macchina di Anticitera in Indiana Jones e il quadrante del destino.
I "cattivi" per antonomasia contro cui Indy deve combattere durante il primo e il terzo capitolo sono i nazisti (questi film sono ambientati nella seconda metà degli anni 30), che cercano di acquisire reperti dagli arcani poteri da sfruttare come armi. Nel secondo film Indiana Jones e il tempio maledetto, ambientato nel 1935 e prequel del primo film, il dinamico archeologo si scontra con una setta di fanatici religiosi adepti della dea Kālī (i thug, esistiti realmente). Nel quarto film, ambientato nel 1957, si apprende che Indy durante la seconda guerra mondiale ha combattuto col grado di colonnello nell'OSS. Vista l'epoca della guerra fredda, i cattivi diventano i sovietici. Nel quinto film, ambientato principalmente nel 1969, rivede ancora i nazisti, alcuni di questi sopravvissuti alla seconda guerra mondiale.

### Competenze e abilità
Indiana Jones è "un uomo dai molti talenti". Fisicamente è un individuo atletico, con resistenza e agilità superiori alla media, e una straordinaria prontezza di riflessi. Ogni volta che si trova in un combattimento fisico, dimostra di essere un combattente astuto e pieno di risorse, disposto a giocare sporco e a ricorrere al suo ingegno quando deve affrontare un avversario più forte di lui. È bravo a usare diverse armi da fuoco e bianche, ed è un eccezionale combattente con la frusta.
Jones è un uomo ben istruito, intelligente, scaltro, osservatore e pieno di capacità di sopravvivenza, dimostrandosi geniale e intraprendente in situazioni disperate anche quando è sotto pressione. Grazie alla sua formazione in archeologia, è un esperto dell'occulto, di antiche civiltà e della storia antica, così come di leggende, manufatti, idoli e usanze di diverse etnie. Anni di istruzione ed esperienza in molte parti del mondo lo hanno reso un poliglotta in grado di parlare e leggere diverse lingue (inglese, egiziano, maya, latino, cinese, indiano, greco, quechua e russo). Sa cavalcare un elefante e un cavallo, guidare diversi veicoli, sia terrestri che acquatici, e pilotare un aereo. Il suo fascino ha avvicinato diverse donne, tra cui le più famose sono Marion Ravenwood, Willie Scott e Elsa Schneider.

### Famiglia
- Henry Walton Jones Sr. (padre, deceduto)
- Anna (cognome innominato, madre, deceduta; serie TV)
- Susie Jones (sorella, deceduta; serie TV)
- figlia innominata (apparsa nella serie TV)
- Matthew "Mutt" Williams/Henry Walton Jones III (figlio, avuto con Marion Ravenwood, deceduto)
- Marion Ravenwood (moglie di Indiana Jones e madre di Mutt)
- Helena Shaw (figlioccia, figlia di un vecchio amico di Indiana Jones)

## Filmografia
- I predatori dell'arca perduta (Raiders of the Lost Ark, 1981). Nel 2000 il film è stato reintitolato Indiana Jones e i predatori dell'arca perduta.
- Indiana Jones e il tempio maledetto (Indiana Jones and the Temple of Doom, 1984)
- Indiana Jones e l'ultima crociata (Indiana Jones and the Last Crusade, 1989)
- Indiana Jones e il regno del teschio di cristallo (Indiana Jones and the Kingdom of the Crystal Skull, 2008)
- Indiana Jones e il quadrante del destino (Indiana Jones and the Dial of Destiny, 2023)

## Accoglienza

### Influenza culturale
Indiana Jones ha ispirato nel corso di quasi trent'anni diversi altri personaggi di archeologi-avventurieri presenti in opere successive:
- Jack T. Colton, interpretato da Michael Douglas nel film All'inseguimento della pietra verde (1984) e nel sequel Il gioiello del Nilo (1985).
- Allan Quatermain, protagonista dei film Allan Quatermain e le miniere di re Salomone (1985) e Gli avventurieri della città perduta (1987). Questi film, pur essendo liberamente ispirati al romanzo Le miniere di re Salomone del 1885 di Henry Rider Haggard (dal quale a sua volta trasse ispirazione George Lucas per la costruzione delle atmosfere di Indiana Jones), appaiono come un clone in tutto e per tutto della saga di Indiana Jones, a partire dalla font usata per il titolo, passando per il tono generale della storia, fino ad arrivare al vestiario del protagonista, armato anche di frusta. Il personaggio verrà riproposto, con gli stessi escamotage, dall'Asylum nel film a basso costo Allan Quatermain and the Temple of Skulls (2008).
- L'esploratore Tennessee Buck dal film Le avventure di Tennessee Buck (1988).
- Montana Jones, della serie a cartoni Caccia al tesoro con Montana, è chiaramente una parodia del ben più noto personaggio ideato da George Lucas.
- Desmond Jordan, interpretato da Michael York nella miniserie TV Il segreto del Sahara (1988).
- Topeka Smith, personaggio dei fumetti italiani pubblicato su Il Giornalino dal 1986 al 1992, su sceneggiature di Mauro Cominelli e disegni di Nevio Zeccara.
- Indiana Pipps, avventuroso archeologo cugino di Pippo apparso dal 1988 su Topolino, è una parodia di Indiana Jones.
- Doctor Jones è un singolo del gruppo musicale bubblegum pop Aqua, con una chiara allusione al più celebre Indiana Jones del cinema, pubblicato nel 1998 negli Stati Uniti. La canzone rappresenta una storia d'amore impossibile fra una ragazza e il suo Doctor Jones.
- Lara Croft, l'archeologa protagonista della serie di videogiochi Tomb Raider (dal 1996), da cui sono stati tratti i film Lara Croft: Tomb Raider (2001) e Tomb Raider: La culla della vita (2003) interpretati da Angelina Jolie, e il reboot Tomb Raider (2018) interpretato da Alicia Vikander.
- Sydney Fox, un'archeologa statunitense di origine hawaiana, esperta di arti marziali interpretata da Tia Carrere nella serie televisiva Relic Hunter (1999-2002).
- Richard "Rick" O'Connell, interpretato da Brendan Fraser nei film La mummia (1999), La mummia - Il ritorno (2001) e La mummia - La tomba dell'Imperatore Dragone (2008).
- Il protagonista del cartone animato Juanito Jones (2001), dichiaratamente ispirato a Indiana nel nome e nelle gesta.
- Malcolm "Mal" Reynolds, personaggio della serie TV Firefly (2002) interpretato da Nathan Fillion.
- Benjamin Gates, il crittologo interpretato da Nicolas Cage nei film Il mistero dei templari (2004) e Il mistero delle pagine perdute (2007).
- Flynn Carsen, il plurilaureato bibliotecario in cerca d'avventura interpretato da Noah Wyle nella serie di film per la televisione The Librarian (2004-2008).
- Nathan Drake, il cacciatore di tesori protagonista della serie di videogiochi Uncharted (dal 2007).
- Alex Rover, l'avventuriero interpretato da Gerard Butler in Alla ricerca dell'isola di Nim (2008); da notare anche la somiglianza dell'attore scozzese con l'attore che ha interpretato l'avventuriero che regala il cappello a Indy all'inizio di Indiana Jones e l'ultima crociata.
- L'antropologa Charlotte Staples Lewis, uno dei personaggi della serie televisiva Lost, è stata descritta dai produttori e dall'attrice che l'ha interpretata, Rebecca Mader, come una sorta di «Indiana Jones al femminile».
- Jack Hunter, interpretato da Ivan Sergei nell'omonima miniserie televisiva Jack Hunter (2008).
- Adèle Blanc-Sec, giovane e intrepida giornalista della Parigi di inizio novecento, interpretata da Louise Bourgoin nel film Adèle e l'enigma del faraone (2010).
- Nella serie animata A tutto reality - La vendetta dell'isola, Manitoba Smith, una delle personalità di Mike, è una parodia di Indiana Jones.
- Nel videogioco World of Warcraft è presente l'archeologo Harrison Jones, personaggio ispirato a Indiana Jones: il suo nome è una combinazione di quello del personaggio cinematografico e dell'attore da cui è interpretato. Harrison Jones compare anche in altri giochi dell'universo di Warcraft, in Hearthstone come carta giocabile e in Heroes of the Storm nel background di alcune mappe.
- Il personaggio di Danny McNamara, protagonista della serie Blood & Treasure (2019).
- Martin Mystère, personaggio della Bonelli, antropologo americano, ha alcuni tratti in comune con Indiana Jones.

## Altri media
Il personaggio è anche protagonista di svariati altri tipi di opere, identificate collettivamente come la saga di Indiana Jones. Queste comprendono tra l'altro la serie televisiva Le avventure del giovane Indiana Jones (Young Indiana Jones Chronicles), che ha come protagonista l'archeologo dapprima bambino e poi ventenne, e diversi romanzi, fumetti, videogiochi, giochi di ruolo, LEGO e altri giocattoli oltre che attrazioni ispirate a lui in parchi a tema.